# Théodore Jung
Henri Félix Théodore Jung, född 12 mars 1833 i Paris, död där 3 oktober 1896, var en fransk general och författare. 
Jung blev officer 1852, deltog i krigen 1859 och 1870 och hade 1887 avancerat till brigadgeneral; 1886 var han kabinettschef hos krigsminister Georges Boulanger, från 1893 medlem av deputeradekammaren. Förutom estetiska och historiska arbeten, däribland La vérité sur le Masque de fer (1873) skrev han en mängd krigshistoriska skrifter, av vilka särskilt kan nämnas Bonaparte et son temps (tre band, 1880–81), L'armée et la révolution (två band, 1884), La guerre et la société (1889), Stratégie, tactique et politique (1890), La république et l’armée (1893). Vidare utgav han Lucien Bonaparte et ses mémoires (tre band, 1882–83).